# Giải bóng đá hạng nhất quốc gia Bỉ 1899–1900
Đây là thống kê của Giải bóng đá hạng nhất quốc gia Bỉ mùa giải 1899-1900.

## Tổng quan
Giải có sự tham gia của 10 đội, và Racing Club de Bruxelles giành chức vô địch.

## Bảng xếp hạng

### Vô địch Bảng A
| Vị thứ | Đội bóng                               | St | T | H | B  | BT | BB | Đ  | HS  | Ghi chú                            |
| ------ | -------------------------------------- | -- | - | - | -- | -- | -- | -- | --- | ---------------------------------- |
| 1      | Racing Club de Bruxelles               | 10 | 7 | 0 | 3  | 28 | 12 | 14 | +16 | Playoff để xác định đội thắng Bảng |
| 2      | Antwerp F.C.                           | 10 | 6 | 2 | 2  | 15 | 14 | 14 | +1  | Playoff để xác định đội thắng Bảng |
| 3      | Athletic and Running Club de Bruxelles | 10 | 5 | 2 | 3  | 12 | 14 | 12 | -2  |                                    |
| 4      | F.C. Liégeois                          | 10 | 5 | 1 | 4  | 14 | 20 | 11 | -6  |                                    |
| 5      | Léopold Club de Bruxelles              | 10 | 4 | 1 | 5  | 18 | 16 | 9  | +2  |                                    |
| 6      | Skill F.C. de Bruxelles                | 10 | 0 | 0 | 10 | 3  | 16 | 0  | -13 |                                    |

| Đội 1                    | Tỉ số | Đội 2        |
| ------------------------ | ----- | ------------ |
| Racing Club de Bruxelles | 1 - 0 | Antwerp F.C. |

Racing Club de Bruxelles vào chung kết quốc gia.

### Vô địch Bảng B
| Vị thứ | Đội bóng        | St                             | T                              | H                              | B                              | BT                             | BB                             | Đ                              | HS                             | Ghi chú               |
| ------ | --------------- | ------------------------------ | ------------------------------ | ------------------------------ | ------------------------------ | ------------------------------ | ------------------------------ | ------------------------------ | ------------------------------ | --------------------- |
| 1      | F.C. Brugeois   | Không rõ kết quả thời điểm này | Không rõ kết quả thời điểm này | Không rõ kết quả thời điểm này | Không rõ kết quả thời điểm này | Không rõ kết quả thời điểm này | Không rõ kết quả thời điểm này | Không rõ kết quả thời điểm này | Không rõ kết quả thời điểm này | Vào Playoff Chung kết |
| 2      | C.S. Brugeois   | Không rõ kết quả thời điểm này | Không rõ kết quả thời điểm này | Không rõ kết quả thời điểm này | Không rõ kết quả thời điểm này | Không rõ kết quả thời điểm này | Không rõ kết quả thời điểm này | Không rõ kết quả thời điểm này | Không rõ kết quả thời điểm này |                       |
| 3      | R.C. BBntois    | Không rõ kết quả thời điểm này | Không rõ kết quả thời điểm này | Không rõ kết quả thời điểm này | Không rõ kết quả thời điểm này | Không rõ kết quả thời điểm này | Không rõ kết quả thời điểm này | Không rõ kết quả thời điểm này | Không rõ kết quả thời điểm này |                       |
| 4      | SC Courtraisien | Không rõ kết quả thời điểm này | Không rõ kết quả thời điểm này | Không rõ kết quả thời điểm này | Không rõ kết quả thời điểm này | Không rõ kết quả thời điểm này | Không rõ kết quả thời điểm này | Không rõ kết quả thời điểm này | Không rõ kết quả thời điểm này |                       |

### Chung kết
| Đội 1                    | TTS    | Đội 2         | Lượt đi | Lượt về |
| ------------------------ | ------ | ------------- | ------- | ------- |
| Racing Club de Bruxelles | 11 - 1 | F.C. Brugeois | 3 - 0   | 8 - 1   |